# Кевин Ричардсън
Кевин Ричардсън (на английски: Kevin Richardson) е гледач и самоук възпитател на животни в резервата „Кралството на Белия лъв“ в Република Южна Африка.

## Биография
Кевин Ричардсън е роден и израснал в ЮАР. Започва да работи с животни случайно, но това занимание впоследствие се превръща в призвание на живота му. От години работи като гледач и самоук възпитател на животни в „Кралството на Белия лъв“. Продуцент е на игралния филм „Белият лъв: Животът е пътешествие“, в който главните роли се изпълняват от истински лъвове.
Ричардсън е женен за съпругата си Манди, с която имат 2 деца. Синът им Тайлър е роден през 2009 г., а дъщеря им Джесика – през 2013 г. Всички заедно живеят в дома им в ЮАР.